# Şımkent
Şımkent (Kazachs: Шымкент, Shymkent; Russisch: Шымкент, Sjymkent) is een stad in Kazachstan. Qua bevolking is het de derde stad van Kazachstan; 58% is Kazachs, 18% Russisch en 15% Oezbeeks.
De stad is vanuit het buitenland goed bereikbaar dankzij de internationale Luchthaven Şımkent.
In 2018 werd de stad uit de oblast Zuid-Kazachstan (die hernoemd werd tot oblast Türkistan) gehaald. Hiermee werd het na Almaty en Nur-Sultan de derde stad van het land die niet onder een oblast viel.

## Geboren
- Jestafi Pechlevanidi (1960), voetballer
- Grigori Jegorov (1967), polsstokhoogspringer
- Kajrat Asjirbekov (1982), voetballer
- Azat Nurgalijev (1986), voetballer
- Jerlan Pernebekov (1995-2014), wielrenner
- Ilchan Dostjev (2002), wielrenner